# O Risco: Lúcio Costa e a Utopia Moderna
O Risco: Lúcio Costa e a Utopia Moderna é um documentário do Brasil de 2003, dirigido e co-escrito por Geraldo Motta Filho. O roteiro é do diretor e Guilherme Wisnik. O filme conta a vida de Lúcio Costa, o arquiteto de Brasília, e traz cenas raras filmadas em 8 mm pelo próprio profissional (algumas com cenas sobrepostas). Com depoimentos do próprio Lúcio Costa e familiares, além de várias pessoas: Oscar Niemeyer, Ítalo Campofiorito, Sérgio Ferro, Otília Fiori Arantes, Sophia Telles, Lauro Cavalcanti, Yves Bruand e outros.

## Enredo
O filme conta as viagens de Lúcio Costa desde os anos de 1930, algumas com cenas filmadas pelo próprio: Diamantina, Nova Iorque e Portugal. Narra quando Lúcio Costa venceu um concurso governamental para construir o pavilhão do Brasil na Feira Mundial de 1938/1939 em Nova Iorque. E que depois chamou Oscar Niemeyer para participar da equipe (que tinha ficado em segundo lugar), dando lugar a um intenso relacionamento profissional e de amizade entre ambos, além do renome internacional que adquiriram com o projeto. São comentadas as diferenças nos trabalhos dos dois: Lúcio Costa fazia uma ponte entre obras tradicionais e modernistas, enquanto Niemeyer não trazia referência nenhuma em seus projetos. Em outro depoimento, conta-se o ideal do Modernismo brasileiro que seria seguido por Costa, que estudava as Escolas Internacionais, principalmente a Escola Francesa de Belas-Artes e a transpunha de forma modificada para integrar a realidade e as paisagens brasileiras.
Sobre Brasília, há muitas cenas da construção e dos primeiros prédios. A narração fala de um concurso ganho por um projeto tradicional, que previa construções em estilo grego, baseado na crença da época de uma suposta presença dessa civilização antiga na Ilha de Marajó. O ministro da Educação da época, Gustavo Capanema, teria sido aconselhado (inclusive por Carlos Drumond de Andrade) a não seguir o projeto, embora pagasse o prêmio aos autores. Foi argumentado que Brasília deveria apontar para o futuro, caso contrário poderia se transformar, na fala de um dos depoentes, numa "Goiânia de Ouro" (A cidade de Goiânia tinha sido projetada alguns anos antes). Foi então trazido o arquiteto francês Le Corbusier para trabalhar como consultor. E depois se chamou Lúcio Costa, que desenhou o plano em 12 dias a bordo de um navio, que continha influência das obras que ele vira em suas viagens: das grandes rodovias americanas, gramados ingleses, linhas retas nos casarões de Diamantina, além de reminiscências da infância.
Na inauguração em 1960, Lucio Costa não esteve presente, em memória a sua mulher que havia falecido num acidente de automóvel três anos antes, conforme contou a um jornal americano. Em depoimento emocionado, Costa narra esse fato pelo qual se culpava, já que estava ao volante e teria cochilado, perdendo a direção do carro que se chocou contra uma árvore.

## Premiação
- Prêmio Especial do Júri do Festival de Gramado, RS.